# NGC 5503
NGC 5503 (NGC 5502) je spiralna galaktika u zviježđu Velikom medvjedu. Naknadno je utvrđeno da je NGC 5502 ista galaktika.

## Vanjske poveznice
- (engl.) SEDS: NGC 5503
- (engl.) Hartmut Frommert: Revidirani Novi opći katalog
- (engl.) Izvangalaktička baza podataka NASA-e i IPAC-a
- (engl.) Astronomska baza podataka SIMBAD
- (engl.) VizieR
- DSS-ova slika NGC 5503  Arhivirana inačica izvorne stranice od 3. listopada 2011. (Wayback Machine)
- (engl.) Auke Slotegraaf: NGC 5503 Deep Sky Observer's Companion
- (engl.) Courtney Seligman: Objekti Novog općeg kataloga: NGC 5500 - 5549